# NSTワイド6:00
『NSTワイド6:00』（エヌエスティーワイド）は、1984年10月1日から1990年9月28日まで6年間、新潟総合テレビで平日夕方に生放送されていた新潟県向けのローカルワイドニュース番組第2作である（フジテレビ発『FNNスーパータイム』の新潟県ローカル扱い）。正式タイトルは『FNN NSTワイド6:00』。

## 概要
- フジテレビ発の『FNNスーパータイム』とローカル枠の『NSTワイド6:30』を統合した1時間番組。

- 『FNNスーパータイム』と同様に、たかしまあきひこ作曲のテーマソングが使われていた。

- なお、本番組が放送されていたのは平日のみで、週末には『FNNスーパータイム』と『NSTニュースコーナー』がそれぞれ別番組として放送されていた。

- ちなみに、祝日は特報とニュースジョッキーをネットしていた。

- 番組の終了後、替わって『NSTスーパータイム FNN』がスタートした。

## キャスター
- 山本安幸
- 山田晃
- 藤田嘉宏

## 放送時間
- 月曜日 - 金曜日 18:00 - 18:55 （1984年10月1日 - 1990年9月28日）